# Laminine
Les laminines sont les constituants protéiques majeurs de la lame basale, en dehors du collagène. La laminine a été isolée pour la première fois à partir de sarcomes murins d’EHS2 au milieu du XXe siècle par le Timpl et Rupert (Allemagne). Les molécules de laminines sont sécrétées par les cellules épithéliales (1 chaine) et par les cellules conjonctives (2 chaines) du chorion sous-jacent à la lame basale.

## Structure

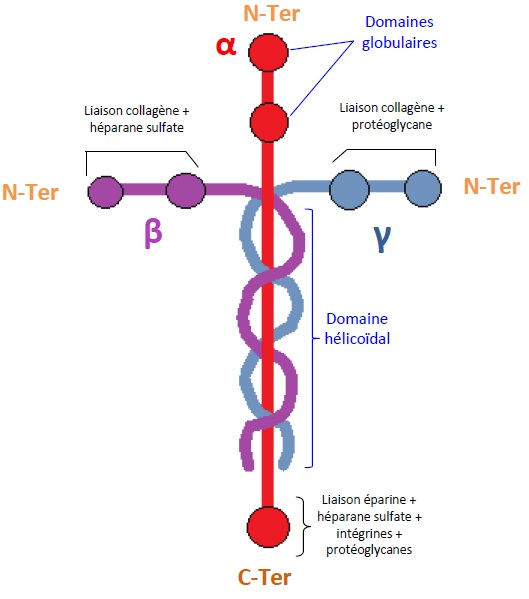
Schéma de la structure des laminines et des différentes liaisons avec d'autres molécules

Les laminines sont une famille de protéines, plus précisément de glycoprotéines hétérotrimériques de grande taille avec un poids moléculaire de 400 à 1000 kDa.
Les laminines sont composées par l’assemblage de 3 chaînes polypeptidiques : α (alpha), β (bêta) et γ (gamma). Ces trois chaines, codées par des gènes distincts, sont reliées entre elles par des ponts disulfures. Les laminines ont une morphologie en croix asymétrique avec trois bras courts et un bras long. Les extrémités N-terminal et C-terminal correspondent respectivement aux bras courts et au bras long (cf. schéma).
Les laminines possèdent 3 familles de récepteurs majeurs. Celles-ci se lient principalement à la région globulaire C-terminal des chaînes α. Les intégrines et les protéoglycanes à glycosaminoglycanes sulfatés s’attachent à toutes les chaînes α, à l’inverse du  dystroglycane qui se lie spécifiquement aux chaînes α1 et α2. Il existe aussi des protéoglycanes pouvant se fixer aux chaînes β et γ, et de l’héparane sulfate aux chaînes α et β. De plus, les chaînes β et γ fixent les molécules de collagène. Par ailleurs la laminine peut se lier grâce à des sites de liaisons spécifiques au nidogène, au collagène IV, aux intégrines, et enfin au protéoglycanes (GAGs : glycosaminoglycanes sulfatés)

## Isoformesde la laminine
Il existe 5 sous-unités de chaînes α, 3 pour β et 3 pour γ. Cette diversité permet différentes combinaisons. Ainsi, en 2006, il a été recensé 15 différentes isoformes de laminines.
Tableau des différents types de laminines, leur composition et leur localisation :
| Noms        | Autres noms  | Composition | Localisation                                           |
| ----------- | ------------ | ----------- | ------------------------------------------------------ |
| Laminine 1  | EHS-Laminine | α1β1γ1      | Épithélium et endothélium                              |
| Laminine 2  | Merosin      | α2β1γ1      | Synapse                                                |
| Laminine 3  | S-Laminine   | α1β2γ1      | Muscles striés et nerfs périphériques                  |
| Laminine 4  | S-Merosin    | α2β2γ1      | Jonction myotendineuse et trophoblastes                |
| Laminine 5  |              | α3β3γ2      | Lame basale des épithéliums squameux et transitionnels |
| Laminine 6A | K-Laminine   | α3β1γ1      | Épithélium                                             |
| Laminine 7A | Ks-Laminine  | α3β2γ1      |                                                        |
| Laminine 8  |              | α4β1γ1      |                                                        |
| Laminine 9  |              | α4β2γ1      |                                                        |
| Laminine 10 |              | α5β1γ1      | Entre le derme et l'épiderme                           |
| Laminine 11 |              | α5β2γ1      |                                                        |
| Laminine 12 |              | α2β1γ3      |                                                        |
| Laminine 14 |              | α4β2γ3      |                                                        |
| Laminine 15 |              | α5β2γ3      |                                                        |

## Rôles et fonctions
Les laminines ont plusieurs fonctions cellulaires.
Au niveau du système nerveux, la fasciculation permet l’élongation des axones. Celle-ci résulte de l’interaction entre les laminines de la matrice extra-cellulaire et les intégrines qui sont des molécules spécifiques exprimées à la surface des axones.
Les laminines interviennent également dans les phénomènes de migrations cellulaires, entre autres lors de l’embryogenèse. De plus, il a été mis en évidence que certaines cellules migrent sur une matrice contenant de la laminine qu’elles sécrètent elles-mêmes.
Les laminines 5, 6 et 7, situées au niveau des hémidesmosomes, jonctions adhésives, participent à la cohésion des cellules épithéliales au niveau de leurs faces basales (caudales) et permettent ainsi de déterminer leur polarité.
Les laminines 1 et le collagène IV forment un réseau  qui constitue la charpente de la membrane basale afin de réaliser un maintien structural et fonctionnel des tissus .

## Pathologies
Les laminines non fonctionnelles génétiquement sont impliquées dans certaines pathologies.
La mutation de la sous-unité α2 des laminines entraîne une perte de structure de la lame basale responsable de la dystrophie musculaire congénitale. Cette pathologie est la conséquence de la mort des cellules musculaires due à l’absence d’un signal de survie qu’envoient les intégrines aux laminines. 
Dans les nerfs périphériques, l’absence de la sous-unité α2 des laminines est responsable d’une myélinisation défectueuse des nerfs périphériques . 
Les laminines 5 et 6 ainsi que les sous-unités α3, β3 et γ2 des laminines contribuent à la cohésion dermo-épidermique. Une mutation de celles-ci peut entraîner une épidermolyse bulleuse jonctionnelle, c’est-à-dire une anomalie d’adhérence des kératinocytes avec des bulles cutanées et une atteinte des muqueuses laryngées, digestives et respiratoires. 